# Stephanie Courtney
Stephanie Courtney (Stony Point, 8 febbraio 1970) è un'attrice e doppiatrice statunitense.

## Filmografia parziale

### Attrice
Cinema
- Melvin Goes to Dinner, regia di Bob Odenkirk (2003)
- Blades of Glory - Due pattini per la gloria (Blades of Glory), regia di Will Speck e Josh Gordon (2006)
- For Your Consideration, regia di Christopher Guest (2006)
- I fratelli Solomon (The Brothers Solomon), regia di Bob Odenkirk (2007)
- Lo spaccacuori (The Heartbreak Kid), regia di Bobby Farrelly e Peter Farrelly (2007)
- La festa delle fidanzate (Girlfriend's Day), regia di Michael Paul Stephenson (2017)

Televisione
- Mad Men - 5 episodi (2007)
- Fred: The Movie - film TV (2010)
- Fred 2: Night of the Living Fred - film TV (2011)
- Fred: The Show - 4 episodi (2012)
- You're the Worst - 3 episodi (2014)
- The Goldbergs - 31 episodi (2018-2023)

### Doppiatrice
- Tom Goes to the Mayor - 27 episodi (2004-2006)
- Prosciutto e uova verdi (Green Eggs and Ham) - 4 episodi (2019)
- Mike Tyson Mysteries - 2 episodi (2015, 2020)
- Archibald's Next Big Thing Is Here - 3 episodi (2021)

## Doppiatrici italiane
Nelle versioni in italiano dei suoi lavori, Stephanie Courtney è stata doppiata da:
- Daniela Calò ne Lo spaccacuori
- Michela Alborghetti in Dr. House - Medical Division
- Monica Ward in Major Crimes
- Antonella Giannini in The Goldbergs